# Moe (slang)
Moe (萌え Moe, bogst. Knopskydning) er et japansk slangudtryk for tiltrækning af figurer i videospil, manga eller anime. Betegnelse bruges ofte i forbindelse med stereotype kendetegn. F.eks. betegner meganekko-moe (眼鏡っ娘萌え bogst. pige med briller-moe) de egenskaber, der gør en figur med briller, meganekko, tiltrækkende.
Begrebet bruges også om mangaer, hvor figurerne er særligt nuttede, eller om figurerne selv. Det bruges oftest i forbindelse med mangaer til et mandligt publikum men forekommer også i stigende grad i shoujo-mangaer, der henvender sig til piger. Når talen går på anime- og mangafigurer kan begrebet bruges synonymt med kawaii, der nærmest kan oversættes som sød, kær eller nuttet.

## Kendetegn
Moe bruges først og fremmest om kvindelige figurer, der opfylder bestemte kriterier for karakteregenskaber og udseende. For det meste er de unge, uskyldige og nuttede (kawaii) og har bestemte komiske eller specielle vaner eller måder at opføre sig på. Typiske eksempler kan f.eks. findes i animeserier fra Kyoto Animation. En væsentlig del af dem er baseret på visual novel-spil fra Key, hvor mindst en af de kvindelige hovedpersoner taler på en usædvanlig måde. F.eks. benytter Ayu Tsukimiya fra Kanon ordet boku (僕 jeg) om sig selv, til trods for at det udtryk normalt kun bruges af drenge. Til hendes usædvanlige sprog hører også lyden uguu (うぐぅ). Dette udtryk bruger hun for trykkende følelser som frustration eller angst, men hun bruger det så ofte, at det mere minder om en talefejl.
Tilsvarende figurer findes også i Air eller Clannad, der ligeledes oprindelig stammer fra Key. Men stereotyperne går også igen i forskellige andre værker. I The Melancholy of Haruhi Suzumiya, der også er animeret af Kyoto Animation, udgør Mikuru Asahina og Yuki Nagato således hver deres variant. Mens Mikuru Asahina har karakter af en sky og uskyldig pige med en oprigtig personlighed, så lever Yuki Nagato op til næsten samtlige klicheer om en tillukket meganekko. Dette blev endnu mere forstærket i den succesfulde serie K-On!, hvor alle fem kvindelige hovedpersoner opfylder moe-kriterierne. De er ganske vist elskværdige men har hver deres stærkt udprægede svagheder. Således kan de være overnervøse, naive, søvnige eller højt oppe. Den slags figurer findes naturligvis også i mange andre animeer fra andre studioer og mangaer fra forskellige mangaka.